# Андреа Бочели
Андреа Бочели (на италиански: Andrea Bocelli) е италиански оперен певец, тенор. Роден с вродена глаукома, на 12-годишна възраст окончателно загубва зрението си вследствие на удар с топка при игра на футбол. Пял е в оперите Бохеми, Тоска и Трубадур. Изпълнявал е дуети със Селин Дион, Катрин Макфий (от Америкън Айдъл), Кристина Агилера, Лаура Паузини и други. Има издадени 20 албума, от които са продадени над 70 милиона копия.

## Личен живот
В началото на своята кариера, когато още пеел в пианобарове, Бочели срещнал бъдещата си жена, Енрика Чензати (Enrica Cenzatti). Те се женят на 27 юни 1992 г. Имат две деца. Първият им син, Амос, е роден през февруари 1995 г., а вторият, Матео – през октомври 1997 г. Двойката се развежда през 2002 г. Скоро след това оперният певец се сгодява за Вероника Берти (Veronica Berti), която през март 2012 г. му ражда момиче, Виржиния. През 2014 г. Андреа се жени за Вероника, сватбеното тържество е в Ливорно.
Бащата на Бочели, Сандро Бочели, умира на 30 април 2000 г. Майка му го насърчава да изпълни своето задължение да пее за папата в Рим на 1 май, а след това моментално се завръща в дома си за погребението. На 5 юли същата година Бочели изнася концерт на Статуята на Свободата, който е в памет на баща му. Част от пътя покрай плаж в Йезоло, на италианския адриатически бряг, е наречен на Бочели на 11 август 2003 г.
През 2006 г. Бочели убеждава общината Лаятико (неговото родно място) да построи открит амфитеатър, наречен „Teatro del Silenzio“ („Театър на тишината“), като подпомага значително построяването му. Бочели е почетен президент на театъра. Там той изнася представления само веднъж годишно, на които кани прочути певци като гост-изпълнители. Една нощ през юли театърът е отворен за представлението, а през останалото време от годината той стои в тишина.
Бочели живее в град Форте дей Марми.

## Изпълнения
Едни от най-известните му изпълнения са:
- Canto della terra
- Con te partiro
- O Sole mio
- Santa Lucia
- Vivere
- Miserere
- Caruso
- Besame mucho
- Vivo per lei
- Time to say goodbye

## Албуми
- Il mare calmo della sera („Спокойното вечерно море“) (1994)
- Bocelli („Бочели“) (1995)
- Viaggio Italiano („Италианско пътешествие“) (1996)
- Romanza („Романс“) (1996)
- Aria, The Opera Album (1997)
- Sogno („Мечтая“) (1999)
- Sacred Arias („Сакрални арии“) (1999)
- Verdi („Верди“) (2000)
- Cieli di Toscana („Небесата на Тоскана“) (2001)
- Sentimento („Чувство“) (2002)
- Andrea („Андреа“) (2004)
- Amore („Обичам“) (2006)
- The Best of Andrea Bocelli: Vivere („Живея“) (2007)
- Incanto (2008)
- My Christmas („Моята Коледа“) (2009)
- Passione („Страст“) (2013)
- Cinema („Кино“) (2015)
- Si („Да“) (2018)